# 고비속

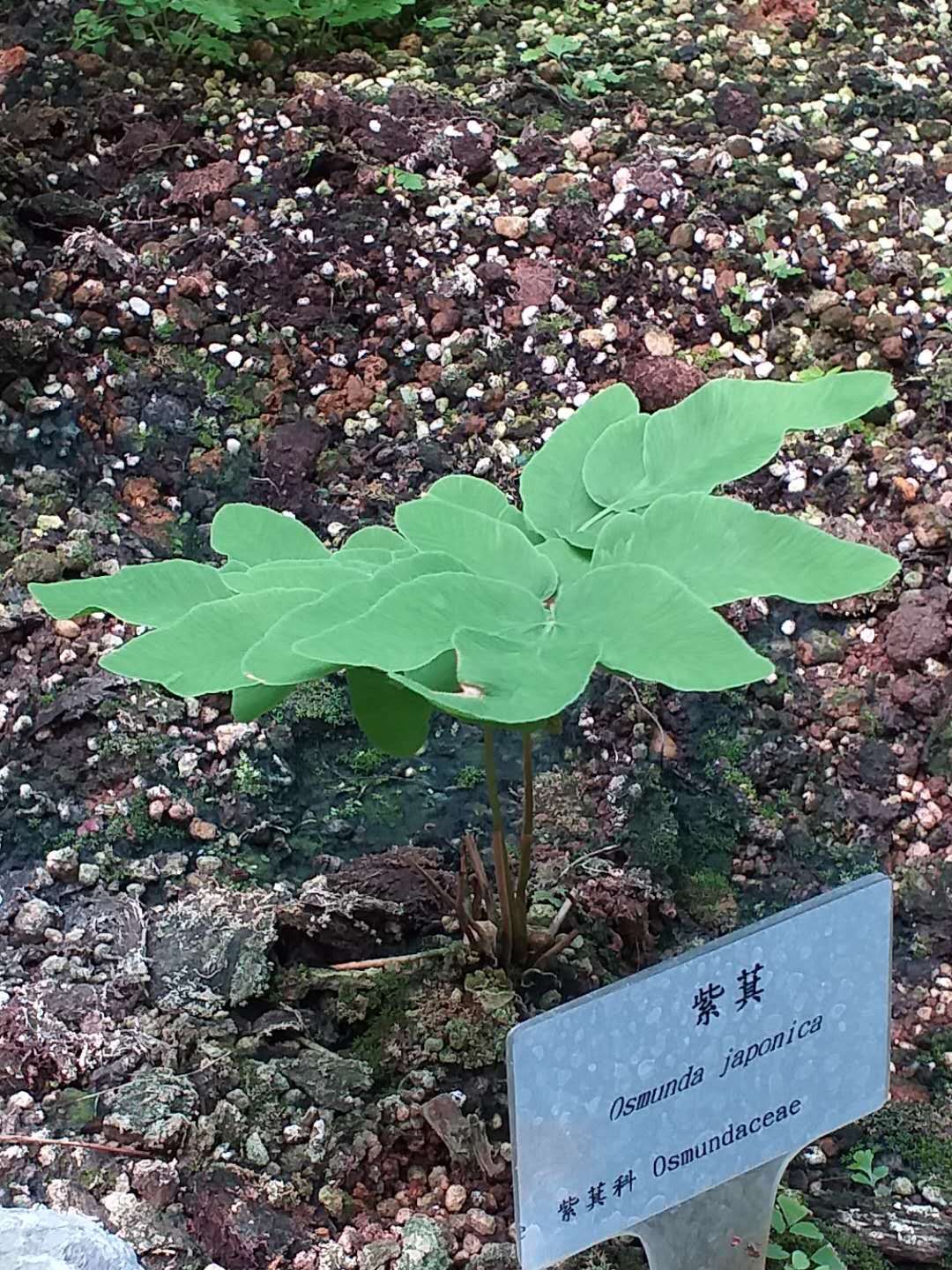
Young plant

고비속(학명: Osmunda)은 고비과에 속하는 양치식물의 한 속으로, 고비 외 12종을 포함하는데 이 중 현존하는 종은 10종이다.

## 하위 종
- 고비아속 (Osmunda)
  - 고비 (Osmunda japonica)
  - 고비꽃 (Osmunda lancea)
  - 유라시아고비 (Osmunda regalis)
  - 아메리카고비 (Osmunda spectabilis)
  - †마이오세고비 (Osmunda wehrii)
- Plenasium
  - Osmunda angustifolia
  - Osmunda banksiifolia
  - Osmunda bromeliifolia
  - Osmunda javanica
  - Osmunda vachellii
- 음양고비아속 (Claytosmunda)
  - 음양고비 (Osmunda claytoniana)
  - †옛음양고비 (Osmunda claytoniites)